# Jarocin (stad)
Jarocin (Duits: Jarotschin) is een stad in het Poolse woiwodschap Groot-Polen, gelegen in de powiat Jarociński. De oppervlakte bedraagt 14,44 km², het inwonertal 25.805 (2005).

## Stedenbanden
- Veldhoven (Nederland)
- Hatvan (Hongarije)

## Geboren
- Elisabeth Schwarzkopf (9 december 1915 - 3 augustus 2006), Duits-Brits sopraan en operazangeres

Stadsdistricten:
Kalisz · Konin · Leszno · Poznań

Districten:
Chodzież · Czarnków · Gniezno · Gostyń · Grodzisk Wielkopolski · Jarocin · Kalisz · Kępno · Koło · Konin · Kościan · Krotoszyn · Leszno · Międzychód · Nowy Tomyśl · Oborniki · Ostrów Wielkopolski · Ostrzeszów · Piła · Pleszew · Poznań · Rawicz · Słupca · Środa Wielkopolska · Śrem · Szamotuły · Turek · Wągrowiec · Wolsztyn · Września · Złotów

Grootste steden:
Gniezno · Jarocin · Kalisz · Koło · Konin · Kościan · Krotoszyn · Leszno · Luboń · Ostrów Wielkopolski · Piła · Poznań · Śrem · Swarzędz · Turek · Wągrowiec · Września